# Luz de Tavira
Luz de Tavira ist ein Ort und eine ehemalige Gemeinde (Freguesia) im portugiesischen Kreis Tavira. Die Gemeinde hatte 29.142 Einwohner (Stand 30. Juni 2011).
Mit der Gemeindereform am 29. September 2013 wurden die Gemeinden Luz de Tavira und Santo Estêvão zur neuen Gemeinde União das Freguesias de Luz de Tavira e Santo Estêvão zusammengeschlossen. Luz de Tavira ist Sitz dieser neu gebildeten Gemeinde.
Von der 3¼ km vom Bahnhof entfernten Pontonbrücke bei Luz de Tavira führt die 1 km lange Comboio da Praia do Barril zur Praia do Barril.